# دره سرکان
درهٔ سرکان از دره‌های کوهستان الوند (استان همدان)است. در دامنهٔ جنوبی کوهستان الوند و در دامنهٔ تندی که به قله یخچال ختم می‌شود، دره سرکان به وسعت حدود ۱۰۰۰ هکتار قرار دارد. در گستره دره، ابتدا روستای آرتیمان و بعد از آن شهر سرکان واقع است. این دره از خوش آب‌و‌هواترین دره‌های الوند است. رود سرکان در طول دره جاری است و سبب به وجود آمدن باغات و انواع درختان میوه شده‌است.

## منبع
- ابراهیمی، پروین (۱۳۸۲)، سیمای میراث فرهنگی همدان، تهران: سازمان میراث فرهنگی کشور، شابک ۹۶۴-۷۴۸۳-۶۸-۶